# Just-Nicolas Ier de Hohenzollern
Just-Nicolas Ier de Hohenzollern, (en allemand Josbst-Nikolas Ier von Hohenzollern), né en 1435 et décédé en 1488, fut comte de Hohenzollern de 1439 à 1488.

## Famille
Il est le fils d'Eitel-Frédéric Ier de Hohenzollern et d'Ursula von Räzüns.

### Mariage et descendance
En 1445, Just-Nicolas Ier de Hohenzollern épousa Agnès von Werdenberg (1434-1467)
Six enfants sont nés de cette union :
- Frédéric II de Zollern (1451-1505), évêque d'Augsbourg ;
- Eitel-Frédéric II de Hohenzollern, comte de Hohenzollern ;
- Frédéric-Albert de Hohenzollern (tué en 1490) ;
- Frédéric-Jean de Hohenzollern (tué en 1483) ;
- Albert de Hohenzollern (tué en 1484) ;
- Hélène de Hohenzollern (†1514), en 1484, elle épousa Jean II de Truchsess (†1511).

Just-Nicolas Ier de Hohenzollern succéda à son père en 1443.

## Généalogie
Just-Nicolas Ier de Hohenzollern appartient à la quatrième branche (lignée de Hohenzollern-Hechingen) issue de la première branche de la Maison de Hohenzollern. Cette quatrième lignée appartient à la branche souabe de la Maison de Hohenzollern, elle s'éteignit en 1869 à la mort de Frédéric Guillaume de Hohenzollern-Hechingen. Just-Nicolas Ier de Hohenzollern est l'ascendant de Michel Ier de Roumanie.